# Corrado Pellanera
Corrado Pellanera, né le 12 mars 1938, à Teramo, en Italie et mort le 4 mai 2024, est un joueur et entraîneur de basket-ball italien. Il évolue durant sa carrière au poste d'arrière.

## Palmarès
- Vainqueur des Jeux méditerranéens de 1963